# Одонго
 Одонго або Пригоди Одонго на Африканському Кордоні (англ. Odongo, Odongo Adventure on the African Frontier) — британський фільм компанії Warwick Films у форматі CinemaScope режисера Джона Гіллінга. В ролях Ронда Флемінг, Макдональд Кері та Джума.

## Сюжет
Памела (Ронда Флемінг), ветеринар з Пітсбурга, приїжджає до Кенії, щоб працювати на фермі мисливця Стіва Страттона (Макдональд Кері). Він чекав, що ветеринар буде чоловіком, й тому він не радий приїзду Памели.
У Стіва працює молодий кенієц Одонго (Джума), з котрим у нього починається конфлікт після звільнення іншого кенійця на ім'я Валла.
Одонго навмисно зникає під час сафарі, коли Стів наказує йому вистрілити в імпалу. Стів також рятує Памелу від носорога, та сподівається, що вона залишить Кенію. Але його ставлення до неї змінюється після того, як Памела допомагає дитини місцевого жителя, та отримує в нагороду рідкісну тварину.
Розлючений через звільнення Валла звільняє всіх тварин з загонів на фермі Стіва, та підпалює її. Стів звинувачує у цьому Одонго, однак коли Валла бере Одонго в заручники й штовхає зі скелі у воду з крокодилами, Стів рятує Одонго. Валлі пізніше помирає після зустрічі з одним із звірів Одонго. Врешті Памела погоджується залишитися працювати на фермі.

## У ролях
- Ронда Флемінг - Памела Муїр
- Макдональд Кері - Стів Страттон
- Джума - Одонго
- Елеонора Саммерфілд - Селія Вотфорд
- Френсіс де Вольф - Джордж Вотфорд
- Леонард Сакс - наглядач
- Граф Кемерон - Хасан
- Ден Джексон - Валла
- Майкл Карідія - Лестер Вотфорд
- Еррол Джон - містер Бава
- Пол Хардтмут - Мохаммед
- Бартолом'ю Скетч - Лені
- Лайонел Нгакане - брат Лені